# Parkpoom Wongpoom
Parkpoom Wongpoom (taj. ภาคภูมิ วงศ์ภูมิ; ur. 23 września 1978) – tajski reżyser i scenarzysta. Razem z Banjongiem Pisanthanakunem wyreżyserował horror Widmo.

## Filmografia

### Filmy pełnometrażowe
- Widmo (2004)
- Alone (2007)
- Phobia (2008)
- Phobia 2 (2009)

### Filmy krótkometrażowe
- Luang ta (2000) (8 minut)
- In the Eyes (2003) (14 minut)